# Les Eyzies
Les Eyzies é uma comuna francesa na região administrativa da Nova Aquitânia, no departamento da Dordonha. Estende-se por uma área de 53.37 km². Em 2010 a comuna tinha 1 114 habitantes (densidade: 20,9 hab./km²).
Foi criada em 1 de janeiro de 2019, a partir da fusão das antigas comunas de Les Eyzies-de-Tayac-Sireuil (sede da comuna), Manaurie e Saint-Cirq.